# NGC 5376
NGC 5376 ist eine Balken-Spiralgalaxie vom Hubble-Typ SBab mit aktivem Galaxienkern im Sternbild Großer Bär am Nordsternhimmel. Sie ist schätzungsweise 99 Millionen Lichtjahre von der Milchstraße entfernt und hat einen Durchmesser von etwa 85.000 Lichtjahren. Vom Sonnensystem aus entfernt sich die Galaxie mit einer errechneten Radialgeschwindigkeit von näherungsweise 2.000 Kilometern pro Sekunde. 
NGC 5376 ist Teil der 10 Mitglieder umfassenden NGC 5322-Gruppe LGG 360. Im selben Himmelsareal befinden sich unter anderem die Galaxien NGC 5389, NGC 5402, PGC 49512, PGC 214189.
Das Objekt wurde am 24. April 1789 von Wilhelm Herschel mit einem 18,7-Zoll-Spiegelteleskop entdeckt, der sie dabei mit „cB, pL, iR, vgmbM“ beschrieb.